# Durio
Genre
Classification phylogénétique
Durio est un genre de plantes de la famille des Malvacées, l'espèce la plus répandue étant le durian (Durio zibethinus).

## Description
Il y a 30 espèces reconnues dans le genre Durio, mais seulement neuf produisent des fruits comestibles. Le durian est la seule espèce disponible sur le marché international : les autres espèces sont vendues uniquement dans leurs régions locales. Le nom « durian » est dérivé du mot indo-malais « duri » qui se réfère aux nombreuses protubérances du fruit.
Souvent considéré comme le roi des fruits , le durian se distingue par sa grande taille, une odeur répugnante, et sa redoutable enveloppe couverte d'épines. Le fruit peut atteindre une taille de 30 centimètres de long et 15 centimètres de diamètre, et il pèse généralement un à trois kilogrammes. Sa forme varie de oblongue à ronde, la couleur de son enveloppe de vert à brun, et sa chair de jaune pâle à rouge, selon les espèces.
La chair comestible émet une odeur distinctive qui est forte et pénétrante, même lorsque l'enveloppe est intacte. L'odeur évoque, selon les personnes, les oignons pourris, la térébenthine, voire les égouts. La persistance de son odeur a conduit à son interdiction dans certains hôtels et transports publics d'Asie du Sud-Est.
Le 04 mars 2023, un avion qui reliait Istanbul à Barcelone, a été obligé de faire demi-tour à cause de l'odeur nauséabonde du fruit tropical, transporté en soute.

## Espèces
- Durio acutifolius (Mast.) Kosterm.
- Durio affinis Becc.
- Durio beccarianus Kosterm. & Soegeng.
- Durio bukitrayaensis Kosterm.
- Durio burmanicus Soegeng.
- Durio carinatus Mast.
- Durio crassipes Kosterm.
- Durio dulcis Becc.
- Durio excelsus (Korth.) Bakh.
- Durio grandiflorus Kosterm. & Soegeng
- Durio graveolens Becc.
- Durio griffithii (Mast.) Bakh.
- Durio kinabaluensis Kosterm & Soegeng
- Durio kutejensis Hassk. & Becc.
- Durio lanceolatus Mast.
- Durio lissocarpus Mast.
- Durio lowianus Scort. & King
- Durio macrantha Kosterm.
- Durio macrolepis Kosterm.
- Durio macrophyllus Ridl.
- Durio malaccensis Planch.
- Durio mansoni (Gamble) Bakh.
- Durio oblongus Mast.
- Durio oxleyanus Griff.
- Durio pinangianus Ridl.
- Durio purpureus Kosterm. & Soegeng.
- Durio singaporensis
- Durio testudinarum Becc.
- Durio wyatt-Smithii Kosterm.
- Durio zibethinus (durian) Murray